# NGC 3193
NGC 3193 è una galassia ellittica visibile nella costellazione del Leone. Scoperta il 12 marzo del 1784 dall'astronomo anglo-tedesco William Herschel, la galassia dista dalla Terra tra i 50 e i 60 milioni di anni luce.
Inizialmente ritenuta parte del gruppo compatto di galassie noto come HCG 44, si è visto grazie alle analisi delle linee di emissione dello spettro galattico che in realtà la galassia sembra trovarsi posteriormente al gruppo.